# Avenida Juan B. Justo (Córdoba)
La Avenida Juan Bautista Justo es una avenida de la ciudad de Córdoba, en la provincia homónima, República Argentina. Está asfaltada en su totalidad y tiene un recorrido de. aproximadamente. 11 km, extendiéndose desde el Puente Alvear, hasta el límite interdepartamental del departamento Capital y Colón. La arteria posee diferentes sentidos de circulación a lo largo de su recorrido. inicia el mismo con sentido norte-sur, desde el puente Alvear, hasta su intersección con la calle Esquiú (numeración 1.000 hasta 1.400). De allí, hasta la calle Mauricio Yadarola, posee sentido sur-norte (numeración 1500 hasta 2.500); y desde allí hasta su final, posee doble sentido de circulación.
Es una importante arteria con un valor muy alto de tránsito de todo tipo, ya que es la salida natural de la urbe hacia el norte cordobés, el NOA (ciudades como Santiago del Estero, San Miguel de Tucumán, Salta, San Salvador de Jujuy), La Quiaca, límite con Bolivia, ya que hasta la construcción de la  Avenida de Circunvalación , y dentro de la ciudad, fue parte integrante de la  RN 9 , popularmente llamada en la zona, como la Ruta 9 Norte.

## Toponimia

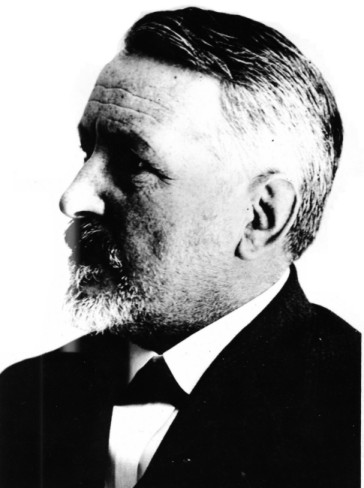
Juan B. Justo.

La avenida lleva este nombre, en honor al médico, periodista, político, parlamentario y escritor argentino Juan Bautista Justo, quien también fuera fundador del Partido Socialista de Argentina (que presidió hasta su muerte), del periódico La Vanguardia y de la Cooperativa el Hogar Obrero. Así también, se desempeñó como diputado y senador nacional.

## Transporte sobre la avenida
Al ser una importante vía de comunicación, muchas líneas de colectivos interurbanos e interprovinciales circulan por ella. Además, circulan las siguientes líneas de transporte urbano:
| Corredor | Líneas              |
| -------- | ------------------- |
|          | - 40 - 41 - 42 - 44 |
|          | - 54                |
|          | - 32 - 36           |
|          | - 600 - 601         |